# Les Trois Caballeros
Vous lisez un « bon article » labellisé en 2009.  Il fait partie d'un « bon thème ».
Série Classiques d'animation Disney
Saludos Amigos
(1942) La Boîte à musique
(1946)
Pour plus de détails, voir Fiche technique et Distribution.
Les Trois Caballeros (The Three Caballeros), est le 9e long-métrage d'animation et le 7e « Classique d'animation » des studios Disney. Sorti en 1944 et mêlant animation et prises de vues réelles, le film reprend plusieurs personnages de Saludos Amigos (1942).
Dans ce film, l'anniversaire de Donald Duck sert de prétexte pour découvrir les pays d'Amérique latine non visités dans Saludos Amigos. Donald retrouve José Carioca le perroquet brésilien afin de découvrir le Brésil, puis il explore le Mexique avec le coq Panchito Pistoles. Plusieurs thèmes sont abordés dont les traditions et danses locales.
Comme son prédécesseur, le film mêle animation et prise de vue réelle. Techniquement, le film repousse les limites précédemment établies et fait usage du procédé Technicolor. Parmi les acteurs filmés aux côtés des personnages d'animation, on retrouve des artistes sud-américaines et mexicaines de l'époque. Le caractère séducteur de Donald lié à cette présence féminine a, malgré une volonté originelle de divertissement, provoqué de nombreuses réactions sur le caractère sexuel du film.

## Synopsis
Donald Duck reçoit en cadeau d'anniversaire une énorme boîte. Il y découvre un projecteur cinématographique, des bobines de films, un livre et un disque. Elles contiennent des souvenirs et informations sur l'Amérique du Sud et le Mexique qui lui permettent de retrouver ses amis José Carioca (un perroquet brésilien) et Panchito Pistoles (un coq vêtu en charro).
Donald regarde alors la première bobine intitulée en espagnol « Aves Raras » (« Oiseaux Etranges ») et la séquence se décompose en plusieurs parties. La première se nomme Le Pingouin à sang froid (The Cold-Blooded Penguin). Elle raconte l'histoire de Pablo le pingouin, animal qui n'arrive pas à s'habituer à son Antarctique natal et préfère partir vers les mers plus chaudes de l'Amérique latine. Elle est suivie par l'histoire du mythique oiseau Aracuan. À la fin de cette partie, l'Aracuan sort de l'écran pour serrer la main à Donald.
Une seconde bobine présente L'Histoire du gauchito volant (The Flying Gauchito) dans laquelle un jeune garçon vacher part à la chasse et découvre un âne doté d'ailes. Il s'en sert pour participer à une course et à la gagner, mais son plan tourne court car le public découvre les ailes de sa monture.
Les bobines ayant été passées en revue, Donald découvre son cadeau suivant, un livre sur le Brésil. C'est un livre animé géant dans lequel un José Carioca miniature dépeint un magnifique paysage brésilien en chantant Baia. José demande à Donald s'il a déjà été au Brésil, ce à quoi il répond par la négative. José entame une nouvelle chanson, durant laquelle il danse, se scinde en un quartette puis miniaturise Donald pour poursuivre le voyage dans un train présent sur la page suivante du livre. Les deux compères rencontrent Aurora Miranda, dont Donald tombe amoureux. Après une séquence de danse avec les amies danseuses et musiciens brésiliens (Os Quindines de Iaia), Aurora embrasse Donald qui plonge dans une tornade de couleurs, Le Rêve de Donald (Donald's Surreal Reverie), toujours sur la même musique. Puis, le livre se referme, éjectant José et Donald qui retrouvent leurs tailles normales.
Le cadeau suivant est un disque sur le Mexique, du moins une musique dont les variations et les instruments apparaissent à l'écran. Donald est pris dans la musique qui devient si folle qu'elle explose libérant un nouveau visiteur, un coq mexicain nommé Panchito Pistoles. Il emmène ses nouveaux amis dans un chant nommé Les trois Caballeros puis décide de leur narrer les traditions de son pays : La Piñata ou Las Posadas, Mexico: Pátzcuaro, Veracruz and Acapulco. Un livre d'images permet de raconter l'histoire du Mexique. Un sarape devient un tapis volant et permet de plonger dans les photos et scènes mexicaines. En croisant une fiesta, Donald tente de conquérir le cœur d'une señorita avant que Panchito lance un lasso en direction d'Acapulco.
Sur la plage de ce lieu, Donald découvre d'autres beautés mexicaines tandis que Dora Luz chante La Chanson du bonheur (You Belong To My Heart). Donald est à nouveau pris dans un rêve coloré. Au loin, une silhouette apparaît, celle de Carmen Molina qui danse alors Jesusita accompagné par un Donald tentant de garder le rythme.
Les trois compères participent ensuite à un combat de taureau avec un animal factice. Comme ils l'avaient empli de feux d'artifice, lorsque Donald porte à l'animal un coup sur la tête, il explose dans une gerbe de lumières. Ils chantent alors à nouveau Les Trois Caballeros tandis que le feu d'artifice inscrit dans le ciel The End (Fin).

## Fiche technique
- Titre original : The Three Caballeros
- Titre français : Les Trois Caballeros
- Réalisation : Norman Ferguson, assisté de Jack Kinney, Clyde Geronimi et Bill Roberts (séquences d'animation) ; Harold Young (prises de vues réelles)
- Scénario : Homer Brightman, assisté de Ernest Terrazas, Ted Sears, Bill Peed, Ralph Wright, Elmer Plummer, Roy Williams, Bill Cottrell, Del Connell et James Bodrero
- Direction de la photographie : Ray Rennahan (prises de vues réelles)
- Direction artistique : Richard R. Irvine (prises de vues réelles)
- Chorégraphie : Billy Daniels, Aloysio Oliveira et Carmelita Maracci (prises de vues réelles)
- Consultante Technicolor : Natalie Kalmus, assistée de Morgan Padelford
- Consultant couleur : Phil Dike
- Procédé technique : Ub Iwerks assisté de Richard Jones (prises de vues réelles)
- Conseiller technique : Gail Papineau (prises de vues réelles)
- Montage : Don Halliday
- Son : C. O. Slyfield
- Conception graphique :
  - Direction artistique : Mary Blair, Ken Anderson, Robert Cormack assistés de Clyde Geronimi, Jack Kinney et Bill Roberts
  - Cadrage (layout) : Don DaGradi, Yale Gracey, Hugh Hennesy, Herbert Ryman, McLaren Stewart, John Hench et Charles Philippi
  - Décors : Albert Dempster, Art Riley, Ray Huffine, Don Douglass, Claude Coats
- Animation :
  - Supervision de l'animation : Fred Moore, Ward Kimball, Milton Kahl, Eric Larson, John Lounsbery et Les Clark
  - Animateurs : Bill Justice, Hal King, Franklin Thomas, Ollie Johnston, Harvey Toombs, Milt Neil, Bob Carlson, John Sibley, Marvin Woodward et Don Patterson
- Musique : Charles Wolcott (superviseur), Edward H. Plumb et Paul J. Smith
  - Chansons : Ray Gilbert (paroles), Charles Wolcott, Manuel Esperón, Agustín Lara et Ary Barroso (musiques)
  - Effets spéciaux : Josh Meador, assisté de John McManus, George Rowley et Edwin Aardal
- Production : Norman Ferguson (superviseur), Dan Keefe (directeur de production), Larry Lansburgh (assistant)[1].
- Société de production : Walt Disney Pictures
- Société de distribution : RKO Radio Pictures
- Budget : 2 000 000 $ (estimation)
- Pays d'origine :  États-Unis
- Langue originale : anglais
- Format : couleurs  - 35 mm - 1,37:1 - Son mono (RCA Sound System)
- Durée : 72 minutes
- Dates de sortie :
  - Mexique : 21 décembre 1944
  - États-Unis : 3 février 1945
  - France : 21 avril 1948
- Affiche : Boris Grinsson (France)

Sauf mention contraire, les informations proviennent des auteurs Leonard Maltin et John Grant.

## Distribution

### Acteurs et voix originales
- Sterling Holloway : Narrateur (Le Pingouin, Le Professeur Holloway)
- Clarence Nash : Donald Duck (voix)
- Joaquin Garay : Panchito Pistoles (voix)
- José Oliviera : José Carioca (voix)
- Pinto Colvig : Aracuan Bird
- Frank Graham : Narrateur
- Fred Shields : Narrateur
- Aurora Miranda : Elle-même (Brésil)
- Carmen Molina : Elle-même (Mexique)
- Dora Luz : Elle-même (Mexique)
- Carlos Ramírez : Chanteur (Mexique)
- Nestor Amaral
- Almirante
- Trío Calaveras
- Trío Ascencio del Río
- Padua Hill Players

| - Aurora Miranda - Carmen Molina - Dora Luz |

### Voix françaises
Pour le 1er et 2e doublage, la voix originale de l'acteur américain Clarence Nash a été conservée pour doubler Donald Duck.

#### 1erdoublage(1948)
- René Marc : le narrateur
- Camille Guérini : Pr Cosinus (Holloway)
- Clarence Nash : Donald Duck
- Fernand Rauzena : le vieux gaucho de l'Uruguay et le narrateur (pour L'Histoire du gaucho volant)
- José Oliviera : José Carioca
- Joaquin Garay : Panchito Pistoles
- Marianne Michel : la soliste (pour La Chanson du bonheur)

#### 2edoublage(1978)
- Jean Berger : le narrateur
- Teddy Bilis : Pr Holloway
- Clarence Nash : Donald Duck
- Fernand Rauzena : le vieux gaucho de l'Uruguay et le narrateur (pour L'Histoire du gaucho volant)
- José Oliviera : José Carioca
- Joaquin Garay : Panchito Pistoles
- Marianne Michel : la soliste (pour La Chanson du bonheur)

version française réalisé par la société de doublage Société Parisienne de Sonorisation (SPS) pour Disney Characters Voices International, sous la direction artistique de Jean-Pierre Dorat (dialogues), avec une adaptation des dialogues par Natacha Nahon et Guy Descombes.

#### 3edoublage(exploité à la télévision, 1992)
- Jean Berger : le narrateur
- Teddy Bilis : Pr Holloway
- Sylvain Caruso : Donald Duck
- Fernand Rauzena : le vieux gaucho de l'Uruguay et le narrateur (pour L'Histoire du gaucho volant)
- Éric Métayer : José Carioca
- Bernard Alane : Panchito Pistoles (dialogue)
- Olivier Constantin : Panchito Pistoles (chant)
- Michel Costa et Georges Costa : les solistes (pour Baia)
- Marianne Michel : la soliste (pour La Chanson du bonheur)

## Distinctions

### Nominations
- Oscars 1946 :
  - Meilleure musique de film
  - Meilleur son

## Sorties cinéma
Sauf mention contraire, les informations suivantes sont issues de l'Internet Movie Database.
- Mexique : 21 décembre 1944, Première mondiale à Mexico[5].
- États-Unis : 3 février 1945 ; 15 avril 1977 (version modifiée en raison des scènes « psychédéliques »[5].)
- Brésil : 4 février 1945
- Australie : 7 décembre 1947
- Canada : 17 janvier 1946
- Royaume-Uni : 18 mars 1946
- Espagne : 17 février 1947
- Suède : 28 mars 1947
- France : 21 avril 1948
- Belgique/Pays-Bas : 7 octobre 1948
- Hong Kong : 17 mars 1949
- Italie : 14 juillet 1949
- Finlande : 18 mai 1951
- Allemagne de l'Ouest : 14 décembre 1954
- Autriche : 2 septembre 1955
- Philippines : 13 décembre 1956 (Davao)
- Japon : 10 mars 1959

### Ressorties principales
- France[6] : 29 mars 1978

## Sorties vidéo
- 1982 - VHS
- 1991 - VHS
- Février 1997 - VHS
- 1998 - VHS
- 8 octobre 2003 - DVD incluant Mickey et Pluto au Mexique et La Fontaine de jouvence de Donald
- Avril 2008 - DVD avec Saludos Amigos

## Origine et production

### Le studio en mauvaise posture
En 1941, le studio Disney tente de trouver de l'argent pour survivre. Les précédents longs métrages sortis en 1940, Pinocchio et Fantasia n'ont pas réalisé les résultats escomptés, ne compensant même pas la moitié de leurs coûts de production. Un autre long métrage est alors en production depuis plusieurs années, Bambi, avec un budget aussi conséquent. Dans le but d'obtenir quelques revenus, le studio Disney lance deux films à petit budget avec l'espoir de lancer ensuite d'autres projets,.
Le premier projet est Le Dragon récalcitrant, mêlant documentaire en prise de vue réelle et animation, pour un budget réduit à 600 000 USD et le second est Dumbo, produit pour environ 800 000 USD,,. Ces deux films permettent, en raison de leurs coûts réduits, d'avoir quelques revenus et d'achever la production de Bambi.
Mais, fin mai 1941, le studio Disney est engagé dans une grève en raison de l'absence de syndicat. La production du film Bambi aurait été retardée de trois mois tandis que les syndicalistes quittaient le studio. Mi-août 1941 le studio est fermé, et ne rouvre que le 12 septembre. La création d'un syndicat est acquise, mais avec 200 salariés en moins, dont la moitié ont participé au mouvement social, deux tiers des 300 grévistes ayant été réembauchés.
C'est durant l'été 1941 que surviennent les événements à l'origine de la production de Saludos Amigos (1942) et de sa suite Les Trois Caballeros.
La Seconde Guerre mondiale fait rage en Europe mais à ce moment-là les États-Unis ne sont pas encore entrés en guerre. Le département d'État, supervisé par Nelson Rockefeller, approche Walt Disney dans le but de représenter les États-Unis en Amérique latine et de « lutter contre le nazisme » au travers de la Good Neighbor Policy. Disney n'apprécie pas vraiment qu'on lui demande de faire un voyage diplomatique, « d'aller serrer des mains même pour une bonne cause »,. John Grant précise qu'à l'époque de nombreux Italiens et Allemands ont émigré en Amérique du Sud où il existe des sentiments de sympathie pour le fascisme et le nazisme. Pour Eric Loren Smoodin, ce voyage sert aussi « à expliquer l'Amérique du Sud au public nord-américain. »
Walt obtient de la part du gouvernement américain des garanties pour le voyage et aussi pour le financement de quatre ou cinq courts métrages.
En raison des difficultés financières du studio des années 1940 les droits musicaux de Saludos Amigos (1942) et Les Trois Caballeros (1944) ont été confiés à Ralph Peer et la société Southern Music and Peer International.

### Voyages en Amérique du Sud et au Mexique

A droite (au premier plan), visite de Portela, Oswaldo Cruz (quartier de Rio de Janeiro), lors d'une visite au Brésil en août 1941.

Walt Disney s'envole pour l'Amérique du Sud le 17 août 1941 avec quelques animateurs pour une mission au caractère en partie diplomatique. Cette mission est aussi l'occasion de maintenir l'activité de ses artistes et découvrir de nouvelles sources d'inspiration. L'équipe visite l'Argentine, le Brésil et le Chili.
Au début du film Saludos Amigos, on voit les animateurs monter à bord d'un avion et partir pour Buenos Aires mais le narrateur ne précise pas qui ils sont. Si on se fie à l'ordre de ce film, la première étape aurait été la Bolivie avec le lac Titicaca puis la ville de Mendoza en Argentine avant de traverser les Andes pour rejoindre le Chili. La destination, identique à celle de l'avion Pedro est Santiago. L'équipe retourne ensuite dans la Pampa argentine puis rejoint Rio de Janeiro pour assister au carnaval. Mais rien n'indique que ce soit le trajet réel.

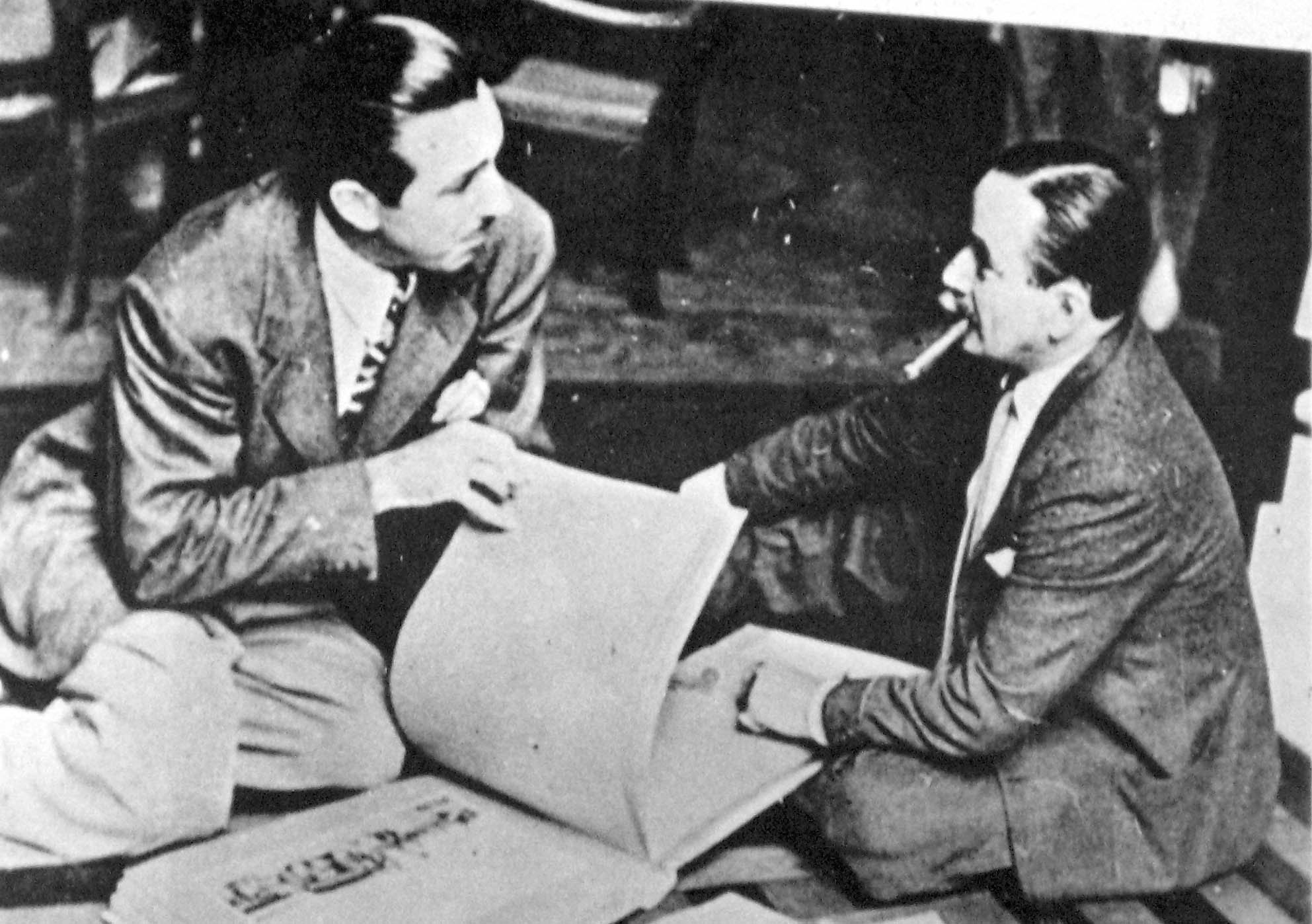
Walt Disney et Florencio Molina Campos.

Lors du séjour à Buenos Aires, Disney rencontre le peintre et illustrateur argentin Florencio Molina Campos, célèbre pour ses dessins de gauchos, œuvres qui inspirent à l'équipe le court-métrage El Gaucho Goofy.
À la fin du voyage, six membres du groupe s'arrêtent quatre jours à Mexico mais sans qu'un court-métrage soit fondé sur un thème mexicain (du moins dans Saludos Amigos). L'équipe revient en Californie à la fin du mois d'octobre 1941.
Ce voyage est décrit dans le court métrage South of Border with Disney (1942), simple récit avec quelques présentations de dessins de travail, narré par Walt Disney en personne qui se fait aussi plusieurs fois caméraman. Dans ce film, l'équipe ayant participé à cette excursion est nommée par Walt « El Groupo », le groupe dans un portuñol approximatif.
Le 25 novembre 1963, dans un entretien mené par Fletcher Markle pour la Canadian Broadcasting Corporation, Walt Disney évoque le voyage en Amérique du Sud. Il indique que l'équipe avait un camp de base à Rio de Janeiro et que plusieurs groupes ont été créés. Walt est ainsi allé au Chili avec quelques animateurs tandis qu'un groupe est allé au Pérou. En Argentine, l'équipe crée un studio et souhaite demander une subvention au gouvernement américain mais rien n'a été donné. Lors de ce périple de 20 000 milles (32 187 km), il survola la jungle amazonienne, les Andes, visita le Brésil, l'Argentine et le Chili tout en discutant longuement avec l'équipage en vol et au sol pour apprendre le maximum sur ce moyen de transport.
En décembre 1942, le gouvernement américain finance un nouveau voyage de trois semaines au Mexique pour Disney, sa femme et dix personnes de son équipe. D'après une publication mexicaine publiée début 1943, Walt avait alors développé une idée à propos d'un coq, emblème du Mexique. Saludos Amigos sort en février 1943 aux États-Unis et génère environ 623 000 USD de revenus, ce qui est modeste mais représente deux fois son coût de production, estimé à un peu moins de 300 000 $. Bob Thomas donne comme chiffre : 500 000 USD aux États-Unis, 700 000 USD en Amérique du Sud pour un budget inférieur à 300 000 $. Selon Grant, la raison de ce succès économique tiendrait dans le format, une compilation de courts métrages. Cela conforte Disney dans l'idée de poursuivre le projet des compilations dont Les Trois Caballeros.
Durant l'année 1943, les équipes de Disney font deux voyages supplémentaires au Mexique.

### Les séquences
Le film était initialement prévu sous le titre Surprise Package mais prit le nom de Trois Caballeros en raison des trois héros : Donald Duck, José Carioca et Panchito, le coq mexicain,. Sa production a été ralentie en raison des difficultés dues à la guerre. Maltin indique que l'équipe de production devait faire des pauses afin d'achever les productions de courts métrages pour le gouvernement.

#### Les séquences d'animation
D'après Dave Smith, le film ne comporte que quatre courts métrages d'animation, à savoir Le Pingouin à sang froid (The Cold-Blooded Penguin), L'Histoire du gauchito volant (The Flying Gauchito), Baia et La Piñata, avec une séquence introductive sur Le Rêve de Donald (Donald's Surreal Reverie). Cependant, en raison de la durée de certains intermèdes, d'autres auteurs en comptent plus. Ce nombre de quatre séquences est confirmé par Michael Barrier. Selon lui, le film comporte deux séquences courtes prévues pour une seconde compilation sur l'Amérique latine, suite de Saludos Amigos, et de deux courts métrages plus longs et plus élaborés. La bande sonore du film fait appel à de nombreuses personnalités sud-américaines, les compositeurs Manuel Esperón, Agustín Lara et Ary Barroso, ainsi que les trois chanteuses Aurora Miranda (Brésil), Carmen Molina et Dora Luz (Mexique). John Hench encore un jeune artiste du studio a travaillé sur la composition.
Selon John Grant, le côté humoristique est essentiellement présent dans les courts métrages d'animation inclus dans ce film. Par exemple Donald ne suit pas les conseils de José Carioca pour « se regonfler à la taille normale », utilisant son pouce au lieu de son index.
Pablo le pingouin de l'Antarctique a comme meilleur ami un poêle à charbon surnommé Joe le fumeur. Par la suite, il éprouve des difficultés dans sa traversée avec une pluie de vraies grenouilles, ou avec l'équateur qui s'avère une véritable ligne de flottaison, que le dieu Neptune est obligé de soulever avec son trident.
La séquence de La Piñata est une nouvelle occasion de découvrir le style graphique particulier de Mary Blair, basé sur des aquarelles. La séquence Baia reprend des dessins de Mary Blair principalement ses esquisses de la jungle brésilienne tandis que Les Clark a animé le train.
Grant trouve toutefois que le personnage de José Carioca a changé depuis Saludos Amigos, il est ici beaucoup plus cruel, riant des facéties de Panchito et de l'Aracuan mettant Donald dans des situations difficiles. Il est aussi capable de réaliser des choses surhumaines, se divisant dans une chanson en quatre clones, changeant de taille en soufflant dans son index.
Panchito est, quant à lui, un personnage majeur créé spécialement pour ce film. Animé par Ward Kimball, le personnage en tenue de garçon vacher mexicain, portant un grand chapeau et des revolvers à la ceinture dans plusieurs scènes, il est très énergique et, selon Grant, semble vouloir « traverser l'écran et choir sur les genoux des spectateurs. » D'après un article de Popular Science consacré aux coulisses du film, une centaine d'acteurs ont été testés avant de sélectionner la voix de Joaquin Garay. Son caractère passe de l'agréable flamboyant à l'intense rébarbatif mais, selon Grant, sans nuance entre les deux.
Les trois héros possèdent des couleurs bien définies : Donald est en bleu, blanc et jaune ; José en vert clair, crème et jaune tandis que Panchito est en rouge et jaune avec un gris clair pour son chapeau et des vêtements tirant parfois sur le violet. Le dernier personnage phare du film est l'oiseau aracuan, défini comme « l'un des oiseaux les plus excentriques jamais rencontrés ». Son caractère est selon Grant aussi malicieux et violent que Panchito mais avec un côté irresponsable.

#### Les séquences mêlant animation et prise de vue réelle
La danseuse Aurora Miranda, sœur de Carmen Miranda, danse au côté de Donald dans la séquence Baia, scène qui démontre le niveau atteint par le studio dans l'association de l'animation et des acteurs réels. L'une des scènes présente Dora Luz et Donald Duck, ce dernier écarquille les yeux et l'image de la danseuse est visible comme réfléchie par ses pupilles.
Le studio Disney n'avait pas utilisé le principe de mélange de l'animation et des scènes en prises de vue réelles depuis la série Alice Comedies au début des années 1920,,,,. Barrier ajoute que c'est la première fois en Technicolor et de manière « si intensive. » D'après ce dernier, Walt Disney aurait, par la suite, déclaré que ce choix de mêler animation et prises de vue réelles tournées durant la Seconde Guerre mondiale était motivé par le manque d'animateurs et autres artistes pour travailler les longs métrages.
Maltin indique que la technique utilisée ici avait été développée par Ub Iwerks pour les Alice Comedies. L'animateur, revenu en 1940 chez Disney après une tentative de créer son propre studio, s'attelait à développer et améliorer des effets spéciaux visuels. La technique, nommée projection arrière, consiste à projeter les personnages animés sur un écran de 14x20 pieds (4,3x6,1 m) situé derrière les acteurs jouant sur une scène. Mais cette technique augmentait le risque de rendre les personnages animés flous en raison de leur taille démultipliée et de la seconde prise de vue. Thomas et Johnston précisent que certaines animations ont toutefois été ajoutées après la seconde prise directement sur les photostats. De plus cette technique a influencé le développement des personnages d'animation, ainsi Panchito est vêtu de rouge et de jaune afin de ressortir sur les décors en prise de vue réelle.
La production du film était presque achevée à l'automne 1944. Mais le film dut subir d'autres retards. Le studio a alors du mal à obtenir des impressions en couleur, la société Technicolor ne pouvant fournir assez d'impressions. Finalement, en octobre 1944, le film est fini mais les copies pour les cinémas ne sont pas assez nombreuses ce qui retarda la sortie aux États-Unis à février 1945. Selon Barrier, c'est peu de temps avant sa sortie que le film passe du nom Surprise Package, d'après le cadeau reçu par Donald au début du film, aux Trois Caballeros.

### Bande originale
- Les Trois Caballeros (The Three Caballeros) - Chœurs
- Baia - Soliste
- Baia (reprise) - Donald Duck et José Carioca
- Os Quindines de Iaia - Soliste, Donald Duck et Chœurs
- Les Trois Caballeros (The Three Caballeros) - Donald Duck, José Carioca et Panchito
- La Chanson du bonheur (You Belong to My Heart) - Soliste
- Mexico - Soliste

### Sortie du film

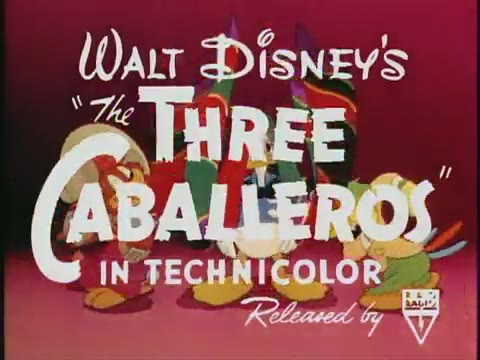
Carton du film

Le film est d'abord sorti, en première mondiale, le 21 décembre 1944, à Mexico, puis le 3 février 1945. Malgré une habitude prise de présenter les films Disney au Radio City Music Hall de New York, Les Trois Caballeros n'a pas eu cet honneur. Le 22 novembre 1944, G. S. Eyssel, ancien camarade de classe de Walt Disney à Kansas City et directeur du Radio City Music Hall, écrivit à Nelson Rockefeller, propriétaire des lieux : « De tous les longs métrages de Disney, celui-ci possède je pense l'intérêt le plus limité... Il m'apparaît qu'en dehors de son manque d'histoire et de continuité, il est d'un cruel ennui. Même si c'est un journal de bord en animation il manque son but car il donne une image confuse et caricaturale de l'Amérique latine. »
D'après Maltin, le film a été chaudement accueilli par la presse de masse à l'instar du magazine Variety qui le définit comme « une production cinématographique très populaire » et certains critiques plus spécialisés ont été effarés par le mélange animé. Toutefois, le film n'attire pas le public qui, d'après Barrier, semble « indifférent » et ne parvient pas à être rentable générant un manque à gagner de 200 000 USD par rapport à son coût de production.
Un court métrage supplémentaire était prévu pour le film, Le Pélican et la Bécasse (The Pelican and the Snipe) mais n'y fut pas intégré et fut sorti seul le 7 janvier 1944. Une troisième compilation inspirée par l'Amérique latine et nommée Cuban Carnival, était prévue mais le coût des Trois Caballeros (près de deux millions de $) et son mauvais résultat stoppent le projet. Le film a été diffusé à la télévision le 19 décembre 1956, comme émission spéciale de Walt Disney Presents sur ABC pour Noël sous le nom A Present for Donald.
Le film n'a pas connu de nouvelle sortie au cinéma avant la seconde moitié des années 1970, version tronquée de plusieurs séquences (1976 selon Maltin, 1977 selon IMDb). Selon IMDb, la ressortie en 1977 se fait conjointement avec la ressortie du film Frissons garantis (1968). Malgré cela, les personnages sont restés dans la mémoire collective grâce à de fréquentes apparitions dans les émissions télévisuelles de Disney reprenant surtout la séquence avec le trio Donald, José et Panchito. Au contraire des autres longs métrages d'animation plus connus de Disney, le film a été disponible à la location sous format 16 mm dans les années 1960 et 1970, ce qui, selon Maltin, l'assimila « aux navets de l'époque », diffusés dans ce format.
Le film entier (non tronqué) a été diffusé à la fin des années 1980 sur la Disney Channel américaine puis en vidéocassette.

## Analyse
Certains auteurs, à l'instar de Mark Pinsky, ont décidé de ne pas traiter ce film dans leurs études des productions Disney. Pinsky justifie sa position par le fait que Les Trois Caballeros est, avec Mélodie du Sud, « trop offensant et inclassable. »
Pour John Grant, Les Trois Caballeros confirme les leçons que Saludos Amigos aurait apportées à Disney et à son studio. Ces enseignements sont d'abord économiques. Il apparaît que les compilations de courts métrages sont un bon moyen de gagner de l'argent car elles sont moins chères à produire qu'un long métrage. De plus, le film prouve qu'il existe un marché pour le cinéma en Amérique du Sud, ce que peu de studios américains avaient osé envisager. En ce qui concerne la production elle-même, il paraît désormais tout à fait possible d'associer animation et acteurs en chair et en os, ce qui offre de nombreuses possibilités scénaristiques. Quant au personnage de Donald Duck, il démontre qu'il peut avoir suffisamment de consistance pour apparaître dans un long métrage, alors que plusieurs personnes, y compris au sein du studio, en doutaient.

### La suite deSaludos Amigos
Sean Griffin présente le film Les Trois Caballeros comme étant le résultat du voyage de Disney et d'une équipe d'animateurs en Amérique du Sud dans le cadre de la politique de bon voisinage. Pour Watts, le film est de la même veine que Saludos Amigos mais résulte d'un effort plus controversé.
Pour Leonard Maltin, à l'instar de Saludos Amigos, le film est « une combinaison d'un journal de bord, d'un film d'intention, d'une chambre de commerce et d'un dessin animé », puis le considère « comme une extension du thème et des idées de Saludos Amigos résultant d'un mélange plus lumineux, plus rapide et plus ingénieux d'émotions et de sons. » Il ajoute que le film capitalise sur son prédécesseur mais, contrairement à lui, ne laisse pas un sentiment de propagande. Jerry Beck justifie la présence de Donald dans ces deux films latino-américains par son premier amour Donna Duck, une cane mexicaine apparue en 1937 dans Don Donald.
Grant considère que le film permet à Donald Duck d'offrir un tremplin aux deux autres héros, certains critiques réduisant ce constat au seul José Cariocia.
Michael Barrier ajoute que Les Trois Caballeros est plus long d'une demi-heure que Saludos Amigos et qu'il constitue le journal de bord des trois héros avec des séquences artistiques tournées au Brésil et au Mexique.

### Des styles graphiques variés
Pour Watts, l'élément le plus éclairant sur ce film est « son caractère frénétique d'expérimentation » qui propose aux spectateurs, en plus « du mélange unique de personnages réels et animés, une orgie croissante de couleurs, d'humour abracadabrant, de perspectives changeantes et d'action continue. » Le film change aussi de style entre la première séquence, pleine de fantaisie et à l'humour gentil, et les deux dernières montrant le modernisme sentimental de Disney puis les visions déroutantes du surréalisme. Grant indique que le terme le plus approprié pour le film est « psychédélique » et que c'est pour cela que de nombreux critiques l'ont détesté.
Pour Maltin, le film est impossible à décrire comme il faut sur papier en raison du grand nombre d'événements et du manque de termes pour décrire tous les effets visuels utilisés. Il compare de plus Les Trois Caballeros à Fantasia à cause des controverses nées après sa sortie et qui, selon Maltin, « se sont atténuées au fil du temps, classant dans les années 1990 ce film parmi les plus admirés par les passionnés de cinéma. »
À sa sortie, le film est vanté comme « la plus brillante avancée dans les techniques du cinéma depuis l'ajout du son. » Steven Watts indique que l'aspect technique, principalement le mélange animation-acteur réel, a fait l'objet de plusieurs articles de magazines enthousiastes avec des titres comme Sur quelle planète ont-ils fait cela ?. C'est le cas du magazine Popular Science qui consacre un article aux techniques utilisées dans la caméra multiplane.
Maltin poursuit son analyse graphique en notant que, même dans la séquence la moins mouvementée, celle de Pablo le pingouin, lorsque le narrateur évoque une masse de brouillard roulant, c'est étonnamment ce qui est visible à l'écran. Le film mêle différents styles d'animation. La séquence du rêve de Donald est une reprise du principe de la séquence des éléphants roses de Dumbo (1941) : l'imagination du personnage virtualise des concepts très éloignés les uns des autres mais en utilisant des transitions parfaitement logiques. Les séquences de Pablo et Gauchito évoquent de doux pastels de qualité tandis que la Piñata est une série de tableaux. Pour lui, « malgré sa nature épisodique et les fréquents changements de lieu, d'atmosphère et de style », le film possède « un rythme rafraîchissant et agréable », ainsi qu'une musique entraînante. D'après Maltin, cette synchronisation des animations avec les acteurs réels est parfaite. Ironiquement, d'après Watts, ce mélange animation-vue réelle est la cible des critiques car il prime sur le contenu. Griffin voit dans le film « soixante-dix minutes de comédie, chaos et couleur dans l'esprit carnavalesque des films entamés après 1931. » Pour lui, à partir du moment où Donald ouvre son second cadeau, le film devient surréaliste avec la ville dansante de Baia, pas seulement ses habitants mais les objets et les pouvoirs de José Carioca aussi.
Frank Thomas et Ollie Johnston révèlent que la longue séquence musicale (de quatre minutes) a été conçue et réalisée par Ward Kimball et qu'elle est un classique de « l'usage non restreint du médium » ou, comme le qualifie Kimball lui-même, une « vision littérale. » : les personnages exécutent précisément ce que la musique ou les paroles décrivent. Pour Thomas et Johnston, la période des années 1940-1950 chez Disney est marquée par de nouveaux styles graphiques nés avec Fantasia et développés dans les compilations dont celle-ci, les séquences permettant de développer et réaliser des idées sur au maximum 10 à 15 minutes. Pour eux, ce film comporte plus d'expérimentations que les séquences de Fantasia, il est plus imaginatif et révolutionnaire mais, en raison de la guerre, moins prétentieux.
Watts déclare que « pour la première fois une production majeure du studio Disney provoque une longue, soutenue et sourde note dans la presse. La plainte la plus fréquente est qu'il présente plus de flashs que de substance, plus de technique que d'art. » Pour le New York Times, « Dizzy Disney et ses playmates ont laissé leurs talents techniques partir... Si M. Disney cherche à monter un cirque de puces pas cher en dessin animé il a pris le bon chemin. ». D'autres critiques comparent le film à un Fantasia acidulé et rebondissent sur sa structure en hochepot (sorte de ragoût), ses couleurs explosives et son rythme effréné qui culminent seulement dans l'incohérence et la confusion. Pour le Baltimore Sun, le film « éblouit les sens, mais il éveille souvent la suspicion qu'il n'est jamais orienté dans un sens concret. »
Smoodin considère que, dans Les Trois Caballeros, les prises de vue réelles sont totalement « subordonnées » à l'animation, alors que cela n'était que partiel dans Saludos Amigos. De plus, la personnalité des personnages et leur culture locale précèdent l'information géographique souvent résumée à un mythe plutôt qu'à une réelle description. Richard Schickel et J.P. Telotte citent Otis Guernsey qui voit dans l'approche hybride du film son principal défaut : c'est « un spectacle de variété avec l'accent d'une photographie truquée et des bizarreries de lignes et de couleurs. »
Dans une interview accordée par Walt Disney en 1945 au journaliste Frank Daugherty, Walt déclare que le film souffre « d'un manque cruel de talent », mettant en cause le style ébauché et les économies de guerre.

### Un film de son époque
Steven Watts voit le film comme la preuve que Disney est « une victime des affres de la guerre », car « [Les Trois Caballeros] présente un monde qui s'écroule. David Koenig impute à la grève des studios Disney et au voyage en Amérique du Sud, à l'origine de Saludos Amigos et des Trois Caballeros, les problèmes du film Dumbo. Grant indique que les deux films ont permis à Disney de se forger un marché en Amérique du Sud, ce que peu de studios américains avaient osé envisager.
Jerry Beck considère que l'histoire derrière le film est beaucoup plus intéressante que le film en lui-même. Il est rejoint par Eric L. Smoodin qui trouve le film d'un « intérêt historique, culturel et politique considérable. », mais sa vision concerne un aspect particulier (voir ci-après). Beck souligne que José Carioca fume un cigare tout au long du film, ce qui serait depuis interdit dans ce type de film.
La spécialiste du cinéma latino-américain Julianne Burton-Carvajal perçoit dans ce film une « allégorie du... colonialisme par excellence. » J.P. Telotte y voit une indication qu'à l'époque le studio Disney est dans l'erreur avec un traitement stéréotypé de l'Amérique du Sud et de ses habitants sous-tendus par des clichés ethnoculturels, tandis que James Agee y repère des traces enfin visibles d'une cruauté latente chez Disney.
Barrier avait interviewé pour le magazine Funnyworld Ward Kimball, animateur sur le film, qui considère celui-ci comme le seul qu'il revoit avec fierté : « C'est agréable de voir cela aujourd'hui. Tout ce que j'ai fait d'autres, je critique, je dis que j'aurais dû faire ceci ou cela mais pour Les Trois Caballeros, j'ai eu beaucoup de plaisir. Quand je le regarde aujourd'hui c'est une sorte de vieux chapeau, les personnages partent vers la gauche et reviennent par la droite sans à-coup, une sorte d'animation magique. »
Watts déplore que, malgré la fin de la Seconde Guerre mondiale, Walt Disney et son studio ont poursuivi la production de compilations et ont persisté dans le mélange de l'animation et des prises de vue réelles.

### Une sexualité trop présente
Dans Animation et Propagande, Sébastien Roffat rapporte que de nombreux critiques, choqués par la répétition de l'expression de l'attirance sexuelle de Donald pour les jolies filles sud-américaines, ont condamné le film pour son « mauvais goût ».
Donald, qui joue le rôle d'un militaire américain moyen profitant d'être loin de son pays pour, comme l'indique Panchito, être un « petit loup dans des habits de canard » (« a little wolf's in duck's clothings »), éprouve pour des demoiselles en chair et en os une passion qui est loin d'être platonique. Il présente même, d'après le Times, un « cas  dangereusement incongru d'excitation sexuelle » (« an alarmingly incongruous case of hot pants »). Sean Griffin souligne lui aussi l'inconfort des critiques de voir Donald dans une « transe » sexuelle, courant d'une Brésilienne à une Mexicaine. Le Saturday Review se demande pourquoi Walt Disney et son équipe ont envoyé leurs trois caballeros pour un voyage à travers des plages pleines de beautés en maillot de bain. Ce même magazine fait mention d'une affiche publicitaire pour le film présentant une des jeunes demoiselles sans aucun personnage d'animation, avec comme texte : « Oui ! Elle est réelle ! Vivante et séduisante dans un film Disney ! C'est étrange, magnifique et sensationnel ! ». Pour Sean Griffin, la campagne publicitaire associée au film a accentué ce sentiment de sexualité, alors qu'elle avait au contraire atténué la notion de propagande de Victoire dans les airs (1943) pourtant indéniable.
Watts trouve lui aussi que la dynamique sexuelle du film pose problème. Bien que les années 1940 et 1950 soient l'âge d'or des pin-ups, comme celles qui posent dans le magazine Yank, Watts désapprouve les scènes où Donald, en canard dévergondé, convoite ces jeunes femmes aux galbes généreux. Le Philadelphia Record note que « la pensée sexuelle est agréable mais indéniablement freudienne... notre vieil ami Donald devient un malard dévergondé ainsi qu'un coureur de jupon à la Harpo Marx. »
Pour Sean Griffin, cette dimension freudienne est patente dans la séquence du rêve de Donald où se prenant pour une abeille il butine le visage alors métamorphosé en fleur d'une demoiselle. Griffin rappelle que la métamorphose (ou manipulation) du corps est souvent associée à la sexualité et à la puberté : c'est le cas ici avec la réduction et l'agrandissement de Donald et José par une technique de gonflement en soufflant dans son index ou son pouce. De même, un journaliste du New Yorker voit dans la scène où Donald et la jeune fille suivent une allée plantée de hauts cactus une image phallique,,, et suggère de demander son avis à la commission Hays. Grant commente ces propos en déclarant simplement que l'intrusion d'une telle promiscuité dans la vie de Donald n'est pas un succès.
Eric Smoodin trouve le film « loin de l'innocence » et « criant d'allusions sexuelles et de prédation. » Il fait « parader un désir masculin sous-jacent   et les résultats explosifs de sa frustration répétée. » Rappelant une phrase de James Agee sur la marque de fabrique de Disney (« sexy sans sexe »), Smoodin s'interroge sur les raisons de ce temporaire manquement aux règles. Pour lui, l'intérêt du film est  de constituer « un effort consciencieux et concerté pour expier les maux du chauvinisme yankee et casser les stéréotypes creux et vulgaires représentant les Sud-Américains. » Quant à Agee, il considère le film comme « profondément mauvais » : pour lui, le personnage de Panchito est la preuve confirmant ses soupçons que les productions Disney contiennent de la cruauté.
Douglas Brode va encore plus loin en estimant que le film présente aussi une connotation homosexuelle, à commencer par la chanson-titre Les Trois Caballeros dont les deux premières phrases proclament : 
We're three caballeros
Three gay caballeros.
Griffin confirme les propos de Brode en rappelant que José et Panchito embrassent les bras de Donald au début de cette même chanson ou que les deux compères surgissent de la fleur en chantant « We're three gay caballeros », interrompant le début de l'idylle entre Donald transformé en abeille et la demoiselle-fleur. Griffin poursuit sa théorie en analysant la scène finale du film dans laquelle Donald est poursuivi puis encorné par un taureau factice empli de feux d'artifice, le tout suivi d'une explosion : Griffin y décèle une très forte insistance de la caméra sur le postérieur du canard, développant un humour anal et une métaphore de la sodomie. Griffin conclut que la frénésie sexuelle de Donald va dans tous les sens, « à la fois pénétrant et pénétré », et qu'il est difficile d'établir si le film, fortement marqué par la sexualité et le travestissement (lié au carnaval), est plus porté par l'hétérosexualité, l'homosexualité ou les deux. Quant à Brode, il indique que le film traite à plusieurs reprises (à travers ses courts métrages) de la différence et de son acceptation que ce soit avec le pingouin à sang chaud, l'âne volant ou l'oiseau Aracuan, ce qui pourrait être selon lui un appel à la tolérance.

## Adaptations et produits dérivés
Les courts métrages du film ont été édités séparément et des extraits du film ont été réutilisés pour des courts métrages éducatifs comme Creative Film Adventures No. 1 (1976).
On peut réentendre La Chanson du bonheur (You Belong to My Heart) dans le court métrage Pluto chanteur de charme (Pluto's Blue Note, 1947). Elle fut plus tard chantée par Bing Crosby.
La chanson Baia et la chanson-titre Les Trois Caballeros sont devenues des « hits » des années 1940,.
L'aracuan réapparaît dans Le Clown de la jungle (1947) et dans la séquence C'est la faute de la samba de Mélodie Cocktail (1948).
Le dessinateur et scénariste Don Rosa a créé deux histoires en bandes dessinées mettant en scène Donald, José Carioca et Panchito : Le Retour des trois caballeros en 2000 et Les Sept fantastiques Caballeros (moins quatre) en 2005. Dans ces deux histoires, les trois personnages partent à la chasse au trésor au Mexique, puis au Brésil.
Dans les parcs Disney, Les Trois Caballeros est présent sous la forme d'une attraction intitulée Gran Fiesta Tour Starring The Three Caballeros qui a remplacé en avril 2007 l'attraction El Rio del Tiempo dans le pavillon du Mexique du parc Epcot à Walt Disney World Resort.
Le trio Donald, José et Panchito est honoré par une statue fontaine à l'entrée de la piscine en forme de guitare et thématisée sur le calypso du Disney's All-Star Music Resort de Walt Disney World Resort ainsi que par des topiaires au Disney's Coronado Springs Resort.
Le 9 juin 2018, une série intitulée La Légende des Trois Caballeros (Legend of the Three Caballeros), reprenant les personnages du film Les Trois Caballeros de 13 épisodes de 22 minutes a débuté exclusivement sur le service DisneyLife aux Philippines développée par Disney Interactive et non par Disney Television Animation,. La série est arrivée en France le 7 avril 2020 sur la plateforme Disney+.